# Nati nel 1958/Dicembre
| Questa pagina contiene informazioni ricavate automaticamente dalle voci biografiche con l'ausilio del template Bio e di un bot. L'aggiornamento è periodico e automatico e ricostruisce completamente la pagina. Se manca una persona in questa lista, sei pregato di non aggiungerla, ma accertati piuttosto che la sua voce biografica contenga il template Bio e che i dati anagrafici siano correttamente compilati. Se il template Bio manca, inseriscilo tu stesso o, in alternativa, metti l'avviso {{tmp\|Bio}} che ne segnala la mancanza. Se i dati riportati sono sbagliati, correggi direttamente la voce biografica; le modifiche saranno visibili in questa lista entro pochi giorni. Per chiarimenti vedi il progetto biografie. La lista contiene solo le 258 persone che sono citate nell'enciclopedia e per le quali è stato implementato correttamente il template Bio. Pagina aggiornata al 18 ago 2025. |

- 1º dicembre - Javier Aguirre, allenatore di calcio e ex calciatore messicano
- 1º dicembre - Kwesi Ahoomey-Zunu, politico togolese
- 1º dicembre - Adria Bartolich, politica e sindacalista italiana
- 1º dicembre - Christiana Borghi, attrice italiana
- 1º dicembre - Graeme Brewer, ex nuotatore australiano
- 1º dicembre - Candace Bushnell, scrittrice statunitense
- 1º dicembre - Alberto Cova, ex mezzofondista e politico italiano
- 1º dicembre - Lisa Fischer, cantautrice, produttrice discografica e musicista statunitense
- 1º dicembre - Altan Gördüm, attore turco
- 1º dicembre - Gary Peters, politico statunitense
- 1º dicembre - Janko Rusev, ex sollevatore bulgaro
- 1º dicembre - Paul Arne Skajem, ex sciatore alpino norvegese
- 1º dicembre - Charlene Tilton, attrice statunitense
- 1º dicembre - Aurelio Vessichelli, ex magistrato e dirigente sportivo italiano
- 2 dicembre - Guglielmo Ferrante, ex calciatore italiano
- 2 dicembre - Ezio Gamba, ex judoka e dirigente sportivo italiano
- 2 dicembre - Randy Gardner, ex pattinatore artistico su ghiaccio statunitense
- 2 dicembre - Wayne Isham, regista statunitense
- 2 dicembre - Mario Noris, ex ciclista su strada e mountain biker italiano
- 2 dicembre - Uladzimir Parfjanovič, ex canoista e politico sovietico
- 2 dicembre - George Saunders, scrittore e saggista statunitense
- 2 dicembre - Paolo Zermani, architetto italiano
- 3 dicembre - Otto Becker, cavaliere tedesco
- 3 dicembre - Iris Corniani, ex nuotatrice italiana
- 3 dicembre - Vanja Dermendžieva, ex cestista bulgara
- 3 dicembre - Barbara Gertchen, ex cestista polacca
- 3 dicembre - Milan Kadlec, pentatleta cecoslovacco († 2001)
- 3 dicembre - Cosimo Latronico, politico italiano
- 3 dicembre - Jim Renacci, politico statunitense
- 3 dicembre - Terri Windling, scrittrice e artista statunitense
- 4 dicembre - Steve Blanchard, attore e baritono statunitense
- 4 dicembre - Luis García Montero, poeta spagnolo
- 4 dicembre - Peter Kaiser, politico austriaco
- 4 dicembre - Domenico Pappaterra, politico italiano
- 4 dicembre - Antonio Rusconi, politico italiano
- 4 dicembre - Carlo Weis, allenatore di calcio e ex calciatore lussemburghese
- 5 dicembre - Mark Boals, cantante e bassista statunitense
- 5 dicembre - Carlos Orlando Caballero, ex calciatore honduregno
- 5 dicembre - Dynamite Kid, wrestler inglese († 2018)
- 5 dicembre - Solange Ghernaouti, informatica svizzera
- 5 dicembre - Massimo Marchignoli, politico italiano († 2020)
- 5 dicembre - Erminio Rizzi, ex ciclista su strada italiano
- 6 dicembre - Kamel Bou Ali, ex pugile tunisino
- 6 dicembre - Nick Park, animatore, fumettista e produttore cinematografico britannico
- 6 dicembre - Jan Račinskij, programmatore, storico e attivista russo
- 7 dicembre - Marie Louise Coleiro Preca, politica maltese
- 7 dicembre - Djan Madruga, ex nuotatore brasiliano
- 7 dicembre - Mel Owens, ex giocatore di football americano statunitense
- 7 dicembre - Mario Prestifilippo, mafioso italiano († 1987)
- 7 dicembre - Rick Rude, wrestler statunitense († 1999)
- 7 dicembre - Tomohide Utsumi, ex cestista e allenatore di pallacanestro giapponese
- 8 dicembre - Florian Hinterberger, dirigente sportivo, allenatore di calcio e ex calciatore tedesco
- 8 dicembre - Yutaka Izubuchi, illustratore e regista giapponese
- 8 dicembre - Thongchai McIntyre, cantante e attore thailandese
- 8 dicembre - Mirosław Okoński, ex calciatore polacco
- 8 dicembre - George Rogers, ex giocatore di football americano statunitense
- 8 dicembre - Alberto Sabbatini, giornalista italiano
- 9 dicembre - Rikk Agnew, chitarrista statunitense
- 9 dicembre - Luca Bigazzi, direttore della fotografia italiano
- 9 dicembre - Aleksander Cichoń, ex lottatore polacco
- 9 dicembre - Raja Gosnell, regista e montatore statunitense
- 9 dicembre - Ralph McPherson, ex cestista statunitense
- 10 dicembre - Carlos de los Cobos, allenatore di calcio e ex calciatore messicano
- 10 dicembre - Nobuyuki Fukumoto, fumettista giapponese
- 10 dicembre - Cornelia Funke, scrittrice tedesca
- 10 dicembre - Ronald Gamarra, avvocato e politico peruviano
- 10 dicembre - William Méndez, ex calciatore venezuelano
- 10 dicembre - Phạm Minh Chính, politico e militare vietnamita
- 10 dicembre - Eva Robin's, attrice, cantante e personaggio televisivo italiana
- 10 dicembre - Roger Salnot, allenatore di calcio francese
- 10 dicembre - John J. York, attore statunitense
- 10 dicembre - Annelore Zinke, ex ginnasta tedesca
- 11 dicembre - Ron Cornelius, ex cestista statunitense
- 11 dicembre - Luca Gasparini, montatore e regista italiano
- 11 dicembre - Ever Francisco Hernández, ex calciatore salvadoregno
- 11 dicembre - Isabella Hofmann, attrice statunitense
- 11 dicembre - Chris Hughton, allenatore di calcio e ex calciatore irlandese
- 11 dicembre - Regina Maršíková, ex tennista ceca
- 11 dicembre - Lisa Morton, scrittrice e sceneggiatrice statunitense
- 11 dicembre - Alberto Ruiz-Gallardón, politico spagnolo
- 11 dicembre - Evgenij Šaranov, ex pallanuotista sovietico
- 11 dicembre - Tom Shadyac, regista, sceneggiatore e produttore cinematografico statunitense
- 11 dicembre - Nikki Sixx, bassista e fotografo statunitense
- 12 dicembre - Steve Cain, allenatore di calcio neozelandese
- 12 dicembre - Agnieszka Dubrawska, ex schermitrice polacca
- 12 dicembre - Víctor Zayas, calciatore paraguaiano († 2012)
- 12 dicembre - Holly Gagnier, attrice statunitense
- 12 dicembre - Trudi Lacey, ex cestista e allenatrice di pallacanestro statunitense
- 12 dicembre - Gabriele Löwe, ex velocista tedesca orientale
- 12 dicembre - Ná Ozzetti, pianista e cantante brasiliana
- 12 dicembre - Mustafa Reşit Akçay, allenatore di calcio turco
- 12 dicembre - Sheree J. Wilson, attrice statunitense
- 13 dicembre - Clark Brandon, attore statunitense
- 13 dicembre - Enrico Cavaliere, politico italiano
- 13 dicembre - Saverio Gaeta, giornalista, scrittore e saggista italiano
- 13 dicembre - Lynn-Holly Johnson, attrice e ex pattinatrice artistica su ghiaccio statunitense
- 13 dicembre - Donald Norcross, politico statunitense
- 13 dicembre - Julie Nykiel, ex cestista australiana
- 13 dicembre - Patrizia Pesenti, avvocata e politica svizzera
- 13 dicembre - Dana Strum, bassista statunitense
- 14 dicembre - Allan Boath, ex calciatore scozzese
- 14 dicembre - Sussan Deyhim, coreografa, ballerina e attrice iraniana
- 14 dicembre - Jan Fabre, artista, coreografo e regista teatrale belga
- 14 dicembre - Nicolò Falsaperna, generale italiano († 2025)
- 14 dicembre - Željko Lukajić, allenatore di pallacanestro serbo
- 14 dicembre - Bruno Osimo, semiologo e scrittore italiano
- 14 dicembre - Rinaldo Piraccini, allenatore di calcio e ex calciatore italiano
- 14 dicembre - Massimo Riga, allenatore di pallacanestro italiano
- 14 dicembre - Angelo Rottoli, pugile italiano († 2020)
- 14 dicembre - Mike Scott, cantante e chitarrista britannico
- 14 dicembre - Peter Williams, rugbista a 13 e rugbista a 15 britannico
- 15 dicembre - Pilar Brescia, attrice peruviana
- 15 dicembre - Anna Clementi, cantante italiana
- 15 dicembre - Bettina Giovannini, attrice e modella italiana
- 15 dicembre - Britta Jänicke, ex atleta paralimpica tedesca
- 15 dicembre - Rabah Madjer, allenatore di calcio e ex calciatore algerino
- 15 dicembre - Alfredo Ormando, poeta e scrittore italiano († 1998)
- 15 dicembre - Nikola Spasov, allenatore di calcio e calciatore bulgaro († 2020)
- 15 dicembre - Levan Uchaneishvili, attore georgiano
- 15 dicembre - Stephan Weil, politico e avvocato tedesco
- 16 dicembre - Aulis Akonniemi, ex pesista finlandese
- 16 dicembre - Rodolfo Banchelli, cantautore e ballerino italiano
- 16 dicembre - Mirosław Bałka, artista polacco
- 16 dicembre - Cesare Cipollini, ciclista su strada italiano († 2023)
- 16 dicembre - Anders Eggen, ex calciatore norvegese
- 16 dicembre - Katie Leigh, doppiatrice statunitense
- 16 dicembre - Bart Oates, ex giocatore di football americano statunitense
- 16 dicembre - Jeff Ruland, ex cestista e allenatore di pallacanestro statunitense
- 16 dicembre - Debbie Scott, ex mezzofondista canadese
- 16 dicembre - Enzo Trombetta, allenatore di calcio a 5 italiano
- 17 dicembre - Penelope Houston, cantautrice statunitense
- 17 dicembre - Mathias Jung, ex biatleta tedesco
- 17 dicembre - Orlando Maini, dirigente sportivo e ex ciclista su strada italiano
- 17 dicembre - Randy McMillan, ex giocatore di football americano statunitense
- 17 dicembre - Mike Mills, bassista e polistrumentista statunitense
- 17 dicembre - Donald Payne, Jr., politico statunitense († 2024)
- 17 dicembre - Roberto Tozzi, ex velocista italiano
- 17 dicembre - Gerhard Waibel, pilota motociclistico tedesco
- 18 dicembre - Boyón Domínguez, ex cestista e allenatore di pallacanestro dominicano
- 18 dicembre - Liliana Eritrei, attrice, regista e sceneggiatrice italiana
- 18 dicembre - Jean-René Germanier, politico svizzero
- 18 dicembre - Jan Goossens, ex calciatore olandese
- 18 dicembre - Sylvie Gorczewski, ex cestista francese
- 18 dicembre - Joachim Schmiedl, presbitero e teologo tedesco († 2021)
- 18 dicembre - F.M. Einheit, musicista, percussionista e attore tedesco
- 19 dicembre - Shelah Allison, ex cestista peruviana
- 19 dicembre - Limahl, cantante britannico
- 19 dicembre - Steven Isserlis, violoncellista e scrittore inglese
- 19 dicembre - Michael Mainelli, economista britannico
- 19 dicembre - Dino Mangiero, ex giocatore di football americano statunitense
- 19 dicembre - Viktorija, cantante serba
- 19 dicembre - Brennen Msiska, ex calciatore e ex giocatore di calcio a 5 zimbabwese
- 19 dicembre - Mike Wilson, ex giocatore di football americano statunitense
- 20 dicembre - Alessandro Brogini, ex multiplista e altista italiano
- 20 dicembre - Karel Choennie, vescovo cattolico surinamese
- 20 dicembre - Hsu Hsueh-chu, ex cestista taiwanese
- 20 dicembre - Atsuji Miyahara, ex lottatore giapponese
- 20 dicembre - Jean-Santos Muntubila, allenatore di calcio e ex calciatore della Repubblica Democratica del Congo
- 20 dicembre - Clelia Piscitello, attrice italiana
- 20 dicembre - Jürgen Raab, allenatore di calcio e ex calciatore tedesco orientale
- 20 dicembre - Dirk Schoon, vescovo vetero-cattolico olandese
- 20 dicembre - James Thomson, biologo statunitense
- 20 dicembre - Ricardo Toro, ex calciatore cileno
- 21 dicembre - Kevin Blackwell, allenatore di calcio e ex calciatore inglese
- 21 dicembre - Tamara Bykova, ex altista sovietica
- 21 dicembre - Rich Campbell, ex giocatore di football americano statunitense
- 21 dicembre - Natalia Ligas, brigatista italiana
- 21 dicembre - Ingrid Scheffer, neurologa australiana
- 22 dicembre - Marijam Agischewa, attrice e doppiatrice tedesca
- 22 dicembre - Andrea Angrisani, rugbista a 15 italiano
- 22 dicembre - Maria Dragoni, soprano italiano
- 22 dicembre - Frank Gambale, chitarrista australiano
- 22 dicembre - Masaaki Katō, ex calciatore giapponese
- 22 dicembre - Ronny Martens, ex calciatore belga
- 22 dicembre - Stefano Sposetti, astronomo svizzero
- 22 dicembre - Tracy-Louise Ward, attrice britannica
- 22 dicembre - Lenny von Dohlen, attore statunitense († 2022)
- 23 dicembre - Emanuele Barresi, attore italiano
- 23 dicembre - Fabrizio Dorsi, direttore d'orchestra e musicologo italiano
- 23 dicembre - Vittorio Guerrieri, doppiatore, attore e direttore del doppiaggio italiano
- 23 dicembre - Joan Severance, supermodella e attrice statunitense
- 23 dicembre - Paula-Mae Weekes, politica trinidadiana
- 24 dicembre - Michael T. Flynn, politico e generale statunitense
- 24 dicembre - Munetaka Higuchi, batterista giapponese († 2008)
- 24 dicembre - Paul Pressey, ex cestista e allenatore di pallacanestro statunitense
- 24 dicembre - Hans Spaan, pilota motociclistico olandese
- 24 dicembre - Lea Sölkner, ex sciatrice alpina austriaca
- 25 dicembre - Alexandra Attalides, politica cipriota
- 25 dicembre - Claudio Bardini, allenatore di pallacanestro italiano
- 25 dicembre - Luciano Caveri, giornalista e politico italiano
- 25 dicembre - Antonio Colli, giocatore di curling e ex hockeista su ghiaccio italiano
- 25 dicembre - Vito De Palma, telecronista sportivo e giornalista italiano
- 25 dicembre - Hanford Dixon, ex giocatore di football americano statunitense
- 25 dicembre - Rickey Henderson, giocatore di baseball statunitense († 2024)
- 25 dicembre - Joop Hiele, allenatore di calcio e ex calciatore olandese
- 25 dicembre - Alannah Myles, cantautrice canadese
- 25 dicembre - Joe Urla, attore statunitense
- 25 dicembre - Vito Vattuone, politico italiano
- 26 dicembre - Jean-Marc Aveline, cardinale e arcivescovo cattolico francese
- 26 dicembre - Ade Capone, fumettista e autore televisivo italiano († 2015)
- 26 dicembre - Šota Chabareli, ex judoka sovietico
- 26 dicembre - Riccardo Forte, attore, conduttore radiofonico e doppiatore italiano
- 26 dicembre - Claude Gregory, ex cestista statunitense
- 26 dicembre - Stefano Livadiotti, giornalista e scrittore italiano († 2018)
- 26 dicembre - Adrian Newey, ingegnere e dirigente sportivo britannico
- 26 dicembre - Jeanne Perego, giornalista e scrittrice italiana
- 26 dicembre - Peter Rennert, ex tennista statunitense
- 26 dicembre - Ilze Scamparini, giornalista brasiliana
- 26 dicembre - Lynni Treekrem, cantante statunitense
- 26 dicembre - Eugenio Vitaller, ex calciatore spagnolo
- 27 dicembre - Emory Tate, scacchista e militare statunitense († 2015)
- 27 dicembre - Massimo Cirri, conduttore radiofonico e psicologo italiano
- 27 dicembre - Kevin Constantine, allenatore di hockey su ghiaccio statunitense
- 27 dicembre - Barbara Crampton, attrice statunitense
- 27 dicembre - Carl De Keyzer, fotografo belga
- 27 dicembre - Jaume Joan Ferrer Sancho, scrittore e medico spagnolo
- 27 dicembre - Elena Filip, ex cestista rumena
- 27 dicembre - Carlos Hernández Bailo, ex ciclista su strada spagnolo
- 27 dicembre - James Kakalios, insegnante, divulgatore scientifico e scrittore statunitense
- 27 dicembre - Shahid Khaqan Abbasi, politico pakistano
- 27 dicembre - Pier Francesco Loche, comico, attore e musicista italiano
- 27 dicembre - Luca Manfredi, regista e sceneggiatore italiano
- 27 dicembre - Florian Martens, attore tedesco
- 27 dicembre - Raymond Mommens, allenatore di calcio e ex calciatore belga
- 27 dicembre - Tony Tucker, ex pugile statunitense
- 28 dicembre - Anna Maria Biavasco, traduttrice italiana
- 28 dicembre - Fabian Blattman, atleta paralimpico australiano
- 28 dicembre - James Brooks, ex giocatore di football americano statunitense
- 28 dicembre - Terry Butcher, allenatore di calcio e ex calciatore inglese
- 28 dicembre - Curt Byrum, golfista statunitense
- 28 dicembre - Carlos Carson, ex giocatore di football americano statunitense
- 28 dicembre - Joe Diffie, cantante statunitense († 2020)
- 28 dicembre - Zoran Gajić, allenatore di pallavolo serbo
- 28 dicembre - Gilles Leroy, scrittore e drammaturgo francese
- 28 dicembre - Roberto Mancini, filosofo, docente e politico italiano
- 28 dicembre - Milan Petrović, ex calciatore jugoslavo
- 28 dicembre - DeWayne Scales, ex cestista statunitense
- 28 dicembre - Raja Ashman Shah, principe, avvocato e dirigente d'azienda malese († 2012)
- 29 dicembre - Achmednabi Achmednabiev, giornalista russo († 2013)
- 29 dicembre - Stefano Allievi, sociologo italiano
- 29 dicembre - Lakhdar Belloumi, allenatore di calcio, ex calciatore e giocatore di calcio a 5 algerino
- 29 dicembre - Nancy Currie, ex astronauta e ingegnere statunitense
- 29 dicembre - Milagros Germán, conduttrice televisiva e attrice dominicana
- 29 dicembre - Sigitas Jakubauskas, ex calciatore sovietico
- 29 dicembre - Christophe Steiner, politico monegasco
- 29 dicembre - Bobby Weaver, ex lottatore statunitense
- 30 dicembre - Lav Diaz, regista, sceneggiatore e produttore cinematografico filippino
- 30 dicembre - Knut Hallvard Eikrem, ex calciatore norvegese
- 30 dicembre - Ingrid Losert, ex schermitrice tedesca
- 30 dicembre - Angela Eugenia Nonnis, politica italiana († 2019)
- 30 dicembre - Ellen Sandweiss, attrice, cantante e ballerina statunitense
- 30 dicembre - Steven Lee Smith, ex astronauta statunitense
- 31 dicembre - Renata Hönisch, ex fondista austriaca
- 31 dicembre - Tomomi Mochizuki, animatore, regista e sceneggiatore giapponese
- 31 dicembre - Giancarlo Muratori, autore televisivo e doppiatore italiano († 1996)
- 31 dicembre - Bebe Neuwirth, attrice statunitense
- 31 dicembre - Gilles Salvador, pilota motociclistico francese
- 31 dicembre - Emanuele Zinato, critico letterario, italianista e saggista italiano